# Georges de Ro

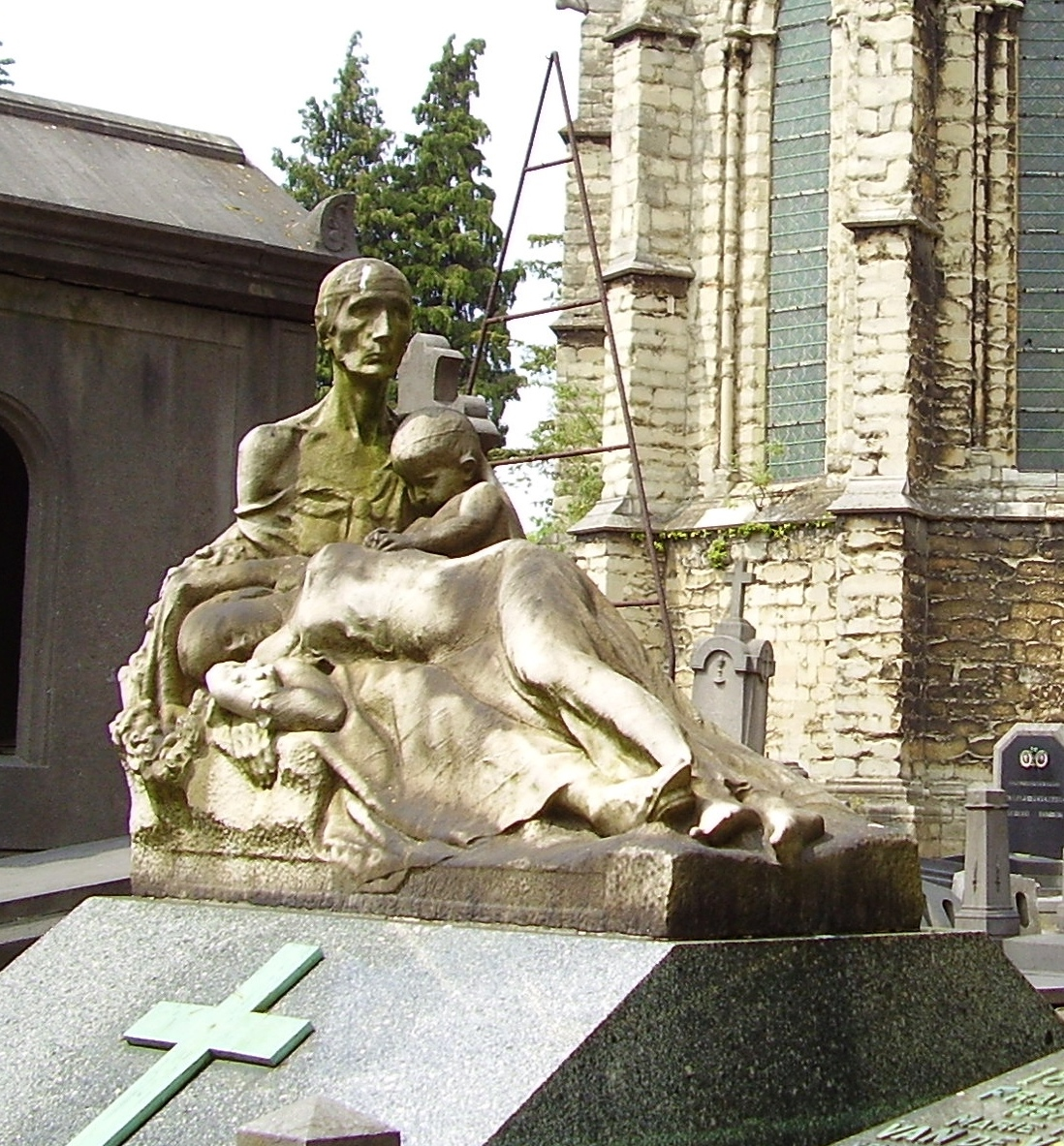
Graf van Georges De Ro in Laken: Le commencement et la fin door Isidore De Rudder.

Georges Jean De Ro (Sint-Joost-ten-Node, 19 februari 1854 - Neder-Over-Heembeek, 15 juli 1921) was een Belgisch senator.

## Biografie

### Familie
Georges de Ro was een zoon van Charles-Louis De Ro was notaris in Kampenhout en Sint-Joost-ten-Node. Hij was een broer van Albert de Ro, die eveneens notaris en burgemeester van Neder-Over-Heembeek was.
Hij trouwde met Jeanne Leemans. Hun dochter Alice de Ro (1888-1983) trouwde met baron Raymond Vaxelaire.

### Loopbaan
De Ro promoveerde tot doctor in de rechten en werd notaris in Neder-Over-Heembeek. Hij werd gemeenteraadslid en burgemeester van deze gemeente.
In 1912 werd hij verkozen tot katholiek senator voor het arrondissement Brussel; hij vervulde dit mandaat tot in 1921.
De Ro vertegenwoordigde België op de Conférence internationale pour la protection de la propriété industrielle in Brussel in 1897.

## Publicatie
- Commentaire de la loi du 1er avril 1879 sur les marques de fabrique et de commerce, Brussel, Bruylant-Christophe, 1879.